# Stephen Snobelen
Stephen David Snobelen, originaire de Colombie-Britannique, est un historien canadien, professeur d'histoire des sciences à l'Université de King's College à Halifax. 

## Biographie
Ses domaines de recherches sont l'histoire des sciences des temps modernes au XIXe siècle, science et religion, Isaac Newton, la vulgarisation, la théologie radicale des temps modernes et le Millénarisme.
Le domaine de recherche favoris de Snobelen sont les écrits théologiques et prophétiques d'Isaac Newton. Ses travaux firent l'objet d'un documentaire de la BBC intitulé Newton: The Dark Heretic,. En 2002, Snobelen reçu le prix du cours science et religion de la fondation John Templeton pour ses deux cours au King's College, Science and Religion: Historical Perspectives et Science and Religion: Contemporary Perspectives.